# Botanischer Garten Dominica

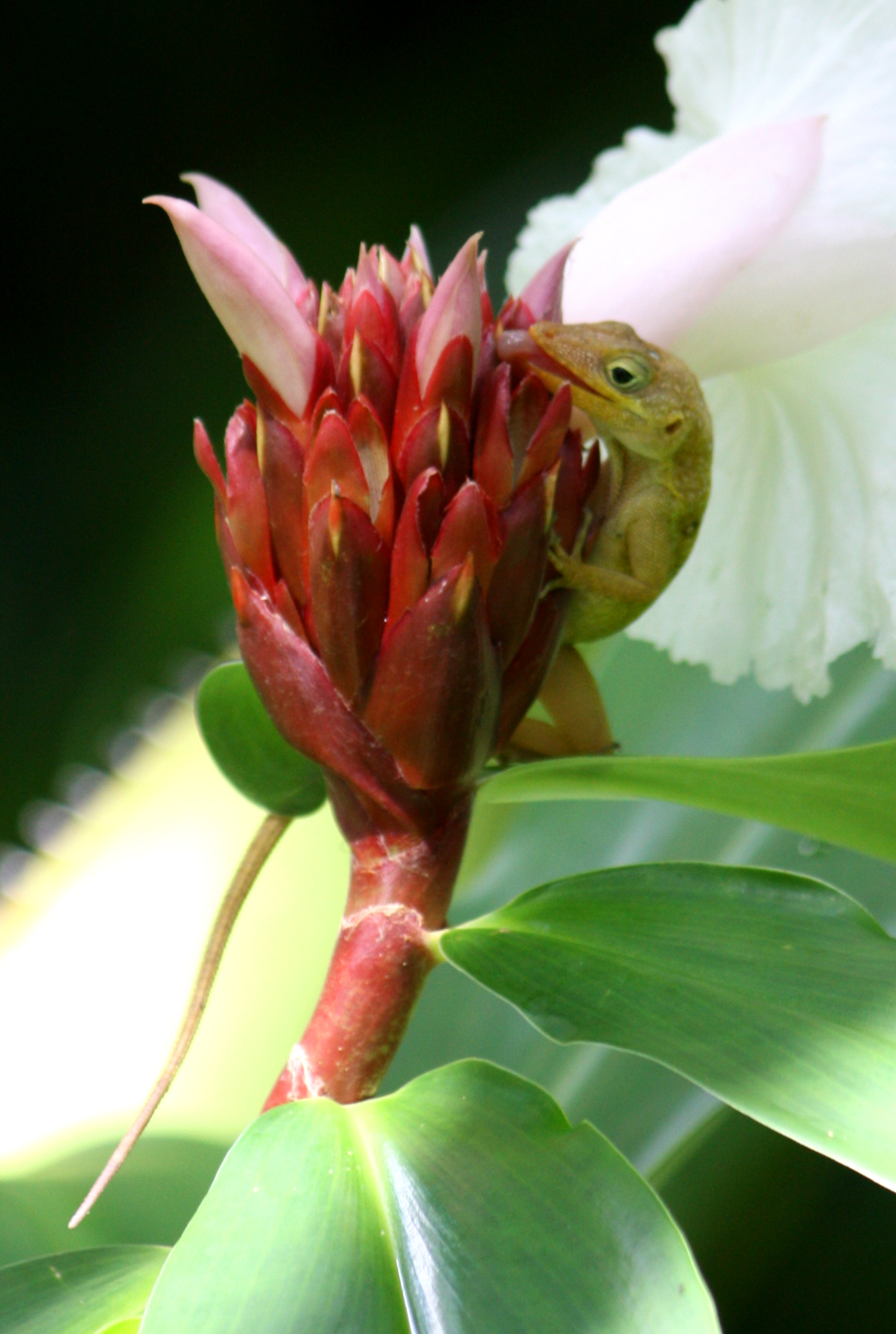
Anolis oculatus in Roseau

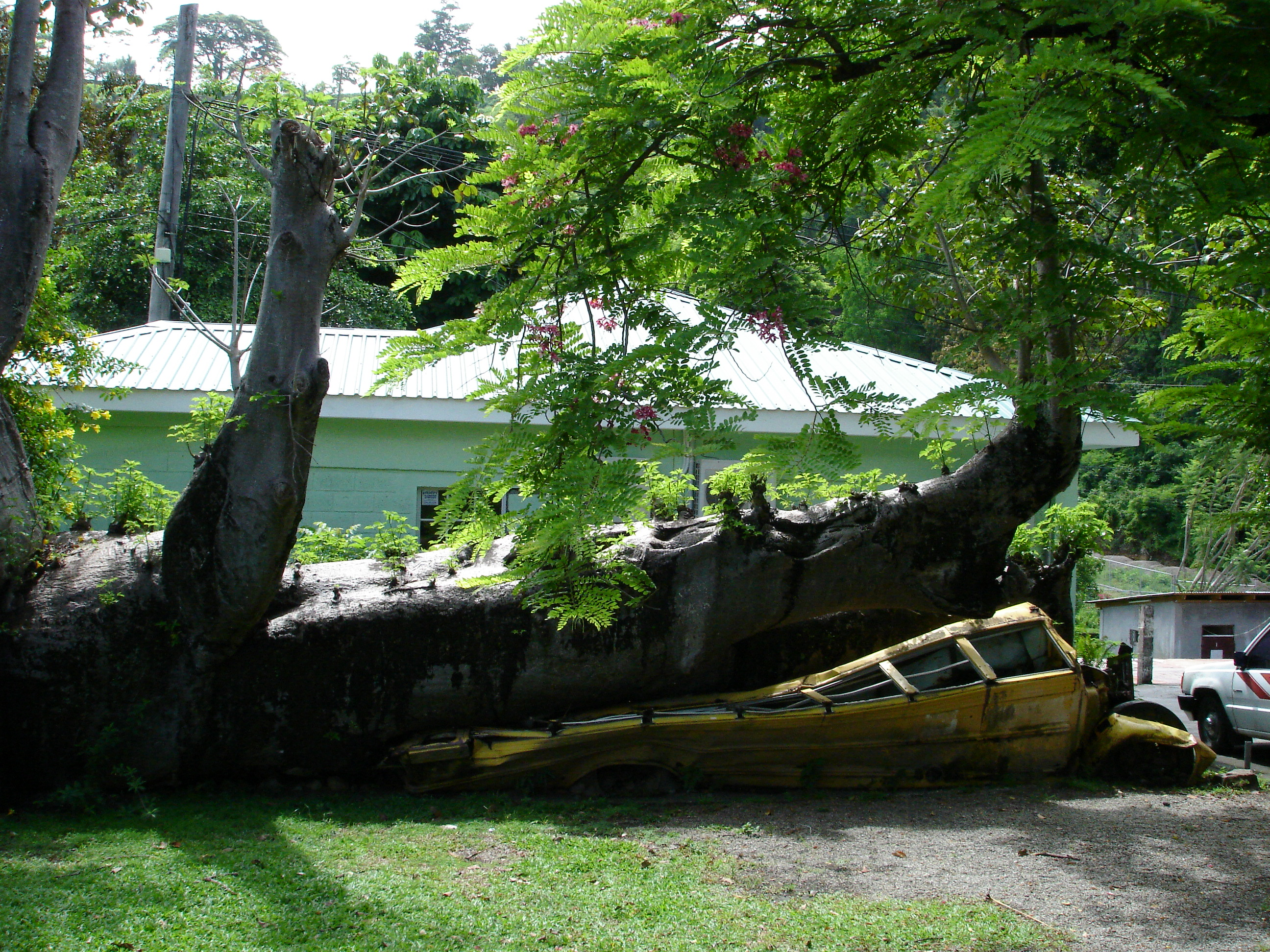
Ein Schulbus wurde von einem afrikanischen Baobap zerquetscht, der 1979 vom Hurrikan David umgestürzt wurde. Der Bus und der Baum bleiben in den Gärten.

Der Botanische Garten Dominica (englisch Dominica Botanical Gardens) ist ein tropischer botanischer Garten in Roseau, der Hauptstadt des karibischen Inselstaates Dominica.
Der in der Zeit der britischen Kronkolonie angelegte botanische Garten gilt als einer der schönsten der Region und wurde Ende August 1979 durch den Hurrikan David schwer beschädigt. Nach Restaurierungsarbeiten ist er das Zentrum des kulturellen Lebens in Roseau und das Zentrum der Naturschutzforschung in Dominica. Der im späten 19. Jahrhundert angelegte botanische Garten liegt an der Bath Road am linken Ufer des Flusses Roseau.